# Grand Prix Francie 1999
Grand Prix Francie  85e Mobil 1 Grand Prix de France
- 27. červen 1999
- Okruh Magny-Cours
- 72 kol x 4,250 km = 305,814 km
- 637. Grand Prix
- 2. vítězství Heinz-Haralda Frentzena
- 2. vítězství pro Jordan

## Výsledky
| Pozice | Jezdec                | Vůz            | Čas         |
| ------ | --------------------- | -------------- | ----------- |
| 1      | Heinz-Harald Frentzen | Jordan 199     | 1:58'24.343 |
| 2      | Mika Häkkinen         | McLaren MP4/14 | á 0:11,092  |
| 3      | Rubens Barrichello    | Stewart SF3    | á 0:43,432  |
| 4      | Ralf Schumacher       | Williams FW21  | á 0:45,475  |
| 5      | Michael Schumacher    | Ferrari F399   | á 0:47,881  |
| 6      | Eddie Irvine          | Ferrari F399   | á 0:48,901  |
| 7      | Jarno Trulli          | Prost AP02     | á 0:57,771  |
| 9      | Olivier Panis         | Prost AP02     | á 0:58,531  |
| 9      | Riccardo Zonta        | BAR 001        | á 1:28,764  |
| 10     | Luca Badoer           | Minardi M01    | á 1 kolo    |
| Dis    | Toranosuke Takagi     | Arrows FA20    | á 1 kolo    |
| 11     | Pedro de la Rosa      | Arrows FA20    | á 1 kolo    |
| Kolo   | Odstoupili            | -              | -           |
| 43     | Giancarlo Fisichella  | Benetton B199  | Mimo trať   |
| 32     | Damon Hill            | Jordan 199     | Elektronika |
| 27     | Alessandro Zanardi    | Williams FW21  | Mimo trať   |
| 26     | Alexander Wurz        | Benetton B199  | Mimo trať   |
| 26     | Jacques Villeneuve    | BAR 001        | Mimo trať   |
| 26     | Marc Gene             | Minardi M01    | Mimo trať   |
| 25     | Jean Alesi            | Sauber C18     | Mimo trať   |
| 10     | David Coulthard       | McLaren MP4/14 | Elektronika |
| 5      | Pedro Diniz           | Sauber C18     | Mimo trať   |
| 5      | Johnny Herbert        | Stewart SF3    | Převodovka  |

### Nejrychlejší kolo
- David Coulthard McLaren 1'19227

### Vedení v závodě
- 1-5 kolo Rubens Barrichello
- 6-9 kolo David Coulthard
- 10-43 kolo Rubens Barrichello
- 44-54 kolo Michael Schumacher
- 55-59 kolo Rubens Barrichello
- 60-65 kolo Mika Häkkinen
- 66-72 kolo Heinz-Harald Frentzen

### Safety car
- 22-35 kolo po hromadné srážce

### Postavení na startu
- červeně – nedosáhli 107 % času vítěze kvalifikace, přesto je komisaři připustili ke startu.

| 1. řada  | 1                                      | 2                                   |
|          | Rubens Barrichello Stewart 1'38.441    | Jean Alesi Sauber 1'38.881          |
| 2. řada  | 3                                      | 4                                   |
|          | Olivier Panis Prost 1'40.400           | David Coulthard McLaren 1'40.403    |
| 3. řada  | 5                                      | 6                                   |
|          | Heinz-Harald Frentzen Jordan 1'40.690  | Michael Schumacher Ferrari 1'41.403 |
| 4. řada  | 7                                      | 8                                   |
|          | Giancarlo Fisichella Benetton 1'41.250 | Jarno Trulli Prost 1'42.096         |
| 5. řada  | 9                                      | 10                                  |
|          | Johnny Herbert Stewart 1'42.199        | Riccardo Zonta BAR 1'42.228         |
| 6. řada  | 11                                     | 12                                  |
|          | Pedro Diniz Sauber 1'42.942            | Jacques Villeneuve BAR 1'43.748     |
| 7. řada  | 13                                     | 14                                  |
|          | Alexander Wurz Benetton 1'44.942       | Mika Häkkinen McLaren 1'44.368      |
| 8. řada  | 15                                     | 16                                  |
|          | Alessandro Zanardi Williams 1'44.912   | Ralf Schumacher Williams 1'45.189   |
| 9. řada  | 17                                     | 18                                  |
|          | Eddie Irvine Ferrari 1'45.218          | Damon Hill Jordan 1'45.334          |
| 10. řada | 19                                     | 20                                  |
|          | Marc Gene Minardi 1'46.324             | Luca Badoer Minardi 1'46.784        |
| 11. řada | 21                                     | 22                                  |
|          | Pedro de la Rosa Arrows 1'48.215       | Toranosuke Takagi Arrows 1'48.322   |
| -------- | -------------------------------------- | ----------------------------------- |

### Zajímavosti
- Pneumatiky Bridgestone startovaly po 20 z pole positions
- Stewart poprvé startoval z pole positions
- Motor Supertec startoval v 25 GP

| Pole position      | Vítězství             | Nejrychlejší kolo  |
| Brazílie           | Německo               | Spojené království |
| Rubens Barrichello | Heinz-Harald Frentzen | David Coulthard    |
| Stewart SF3        | Jordan 199            | McLaren MP4/14     |
| 1'38.441           | 1:58'24.343           | 1'19.227           |
| 155.423 km/h       | 154.966 km/h          | 193.116 km/h       |
| ------------------ | --------------------- | ------------------ |

### Stav MS
- Zelená – vzestup
- Červená – pokles

| *  | Jezdec                | Body |
| -- | --------------------- | ---- |
| 1  | Mika Häkkinen         | 40   |
| 2  | Michael Schumacher    | 32   |
| 3  | Eddie Irvine          | 26   |
| 4  | Heinz-Harald Frentzen | 23   |
| 5  | Ralf Schumacher       | 15   |
| 6  | Giancarlo Fisichella  | 13   |
| 7  | David Coulthard       | 12   |
| 8  | Rubens Barrichello    | 10   |
| 9  | Damon Hill            | 3    |
| 10 | Johnny Herbert        | 2    |
| 11 | Pedro de la Rosa      | 1    |
| 12 | Olivier Panis         | 1    |
| 13 | Jean Alesi            | 1    |
| 14 | Alexander Wurz        | 1    |
| 15 | Jarno Trulli          | 1    |
| 16 | Pedro Diniz           | 1    |

| * | Vozy     | Body |
| - | -------- | ---- |
| 1 | Ferrari  | 58   |
| 2 | McLaren  | 52   |
| 3 | Jordan   | 26   |
| 4 | Williams | 15   |
| 5 | Benetton | 14   |
| 6 | Stewart  | 12   |
| 7 | Prost    | 2    |
| 8 | Sauber   | 2    |
| 9 | Arrows   | 1    |

| * | Jezdec         | Body |
| - | -------------- | ---- |
| 1 | Německo        | 70   |
| 2 | Velká Británie | 43   |
| 3 | Finsko         | 40   |
| 4 | Itálie         | 14   |
| 5 | Brazílie       | 11   |
| 6 | Francie        | 2    |
| 7 | Španělsko      | 1    |
| 8 | Rakousko       | 1    |